# Bowiesen
Bowiesen ist eine Exklave und ein Weiler des Igersheimer Ortsteils Bernsfelden im Main-Tauber-Kreis im fränkisch geprägten Nordosten Baden-Württembergs.

## Geographie
Die Exklave Bowiesen umfasst eine Fläche von etwa 100 Hektar. Vermutlich lag der Ort ursprünglich etwa 300 Meter weiter westlich. Nach wie vor ist der Weiler durch bayerisches Gebiet vom Hauptort Bernsfelden getrennt und als ehemaliger württembergischer Ortsteil vom ehemals badischen Vilchband umschlossen.

## Geschichte

### Mittelalter
Der Weiler Bowiesen wurde im Jahre 1375 erstmals urkundlich als Wag(en)wiesen erwähnt. Möglicherweise handelt es sich dabei auch um einen Personennamen, denn einst betrieb Graf Wago vom Gut Üttingshof hier eine Schäferei. Vermutlich wurde der Ortsname „Bowiesen“ vom adeligen Herrn (Wiesen des Wago) abgeleitet. Der Ort gehörte ursprünglich zur Zehnt Bütthard. Bowiesen war würzburgisches Erblehen der Grafen von Rieneck. Von diesen wurde der Hof an die Zöllner (möglicherweise von Mergentheim) weiter verliehen, die ihn im Jahre 1375 mit Zustimmung des Lehensherren an den Deutschen Orden verkauften. Seitdem war der Weiler dem Deutschordensamt Balbach zugeordnet.

### Neuzeit
Bowiesen wurde vermutlich im Dreißigjährigen Krieg zwischen 1618 und 1648 zerstört. Die verwüstete Siedlung lag wohl etwa 300 Meter weiter westlich als der heutige Weiler. Mit dem Amt Balbach wurde der Weiler im Jahre 1809 württembergisch. Bowiesen war nun zwischen badischem und bayerischem Gebiet eingeklemmt und gehörte mit der Gemeinde Bernsfelden, von der es räumlich getrennt war, seit 1809 dem Oberamt Mergentheim, seit 1934 dem Kreis bzw. seit 1938 dem Landkreis Mergentheim an.
Den Zweiten Weltkrieg überstand der kleine Ort nicht unbeschadet. Zwei SS-Männer hatten sich 1945 im Ort verschanzt und wollten die Stellung halten. Vor den anrückenden Amerikaner ergriffen sie jedoch die Flucht und ließen die Bewohner mit einem Schaden zurück. Zum Dank für den überstandenen Krieg wurde von den Anwohnern 1955 eine Kapelle erbaut.
1956 stimmten die Einwohner für die Beibehaltung der territorialen Verhältnisse als Exklave von Bernsfelden. Am 1. Januar 1972 trat die Gemeinde Bernsfelden mitsamt Bowiesen der Gemeinde Igersheim bei. Seit der Schaffung des Main-Tauber-Kreises 1973 ist Bowiesen nicht länger vom restlichen Landkreisgebiet getrennt, jedoch noch immer vom restlichen Gemeindegebiet.

### Einwohnerentwicklung
Die Bevölkerung von Bowiesen entwickelte sich wie folgt:
| Jahr | Gesamt |
| ---- | ------ |
| 1880 | 39     |
| 2019 | 16     |

## Religion
Kirchlich gehörte Bernsfelden bis 1809 zur Pfarrei Vilchband. An einer Tradition wird bis heute festgehalten: Dreimal täglich wird die Glocke der kleinen Kapelle zum Angelus-Gebet in wöchentlichem Wechsel von einer der Anwohnerfamilien geläutet.

## Kultur und Sehenswürdigkeiten

### Kulturdenkmale
Die Kulturdenkmale im Bereich des Wohnplatzes sind in der Liste der Kulturdenkmale in Bernsfelden verzeichnet. Am Ortsausgang in Richtung Vilchband, kurz vor der Gemarkungsgrenze Igersheim-Wittighausen, befindet sich ein Bildstock am Straßenrand. 

#### Kapelle
In Bowiesen befindet sich eine kleine Kapelle. Im Jahre 1955 haben die Anwohner diesen Kirchenbau gemeinsam finanziert. In der Stiftungsurkunde ist zu lesen:

„„Der Mit- und Nachwelt tun wir hierdurch kund und zu wissen, dass 1955 die vier Hofbauern Anton Trunk, Edwin Schmitt, Josef Nebl, Ludwig Leonhard Stattelmann und ihre Angehörigen eine neue Kapelle zu Ehren ‚Unserer Lieben Frau von Fatima’, der Rosenkranzkönigin und Friedenskönigin und zu Ehren des Friedensheiligen ‚Nikolaus von Flüe’ erbaut und würdig ausgestattet haben““

Im Jahre 1992 wurde die Kapelle komplett renoviert. Das 40-jährige Kapellenfest wurde im Sommer 1996 gefeiert.

#### Dreiländerstein
Noch heute befindet sich auf der Gemarkung Bowiesen der sogenannte „Dreiländerstein“, der die historische Grenze zwischen dem Königreich Bayern, dem Königreich Württemberg und dem Großherzogtum Baden anzeigt.

### Dreiländertreffen und Dreiländerblick
In den 1960er-Jahren wurden in Bowiesen „Dreiländertreffen“ veranstaltet, an denen alle Ortschaften der Umgebung teilnahmen. Bis zum Jahre 1976 gab es im Ort auch die Gastwirtschaft „Zum Dreiländerblick“.

### Kulturradweg
Bowiesen liegt an einem im Bütthard beginnenden Kulturradweg, der bei Tiefenthal die Grenze nach Baden-Württemberg überquert. Der Radweg führt über Simmringen, Bernsfelden und Oesfeld direkt durch den Weiler Bowiesen.